# Kopytschynzi

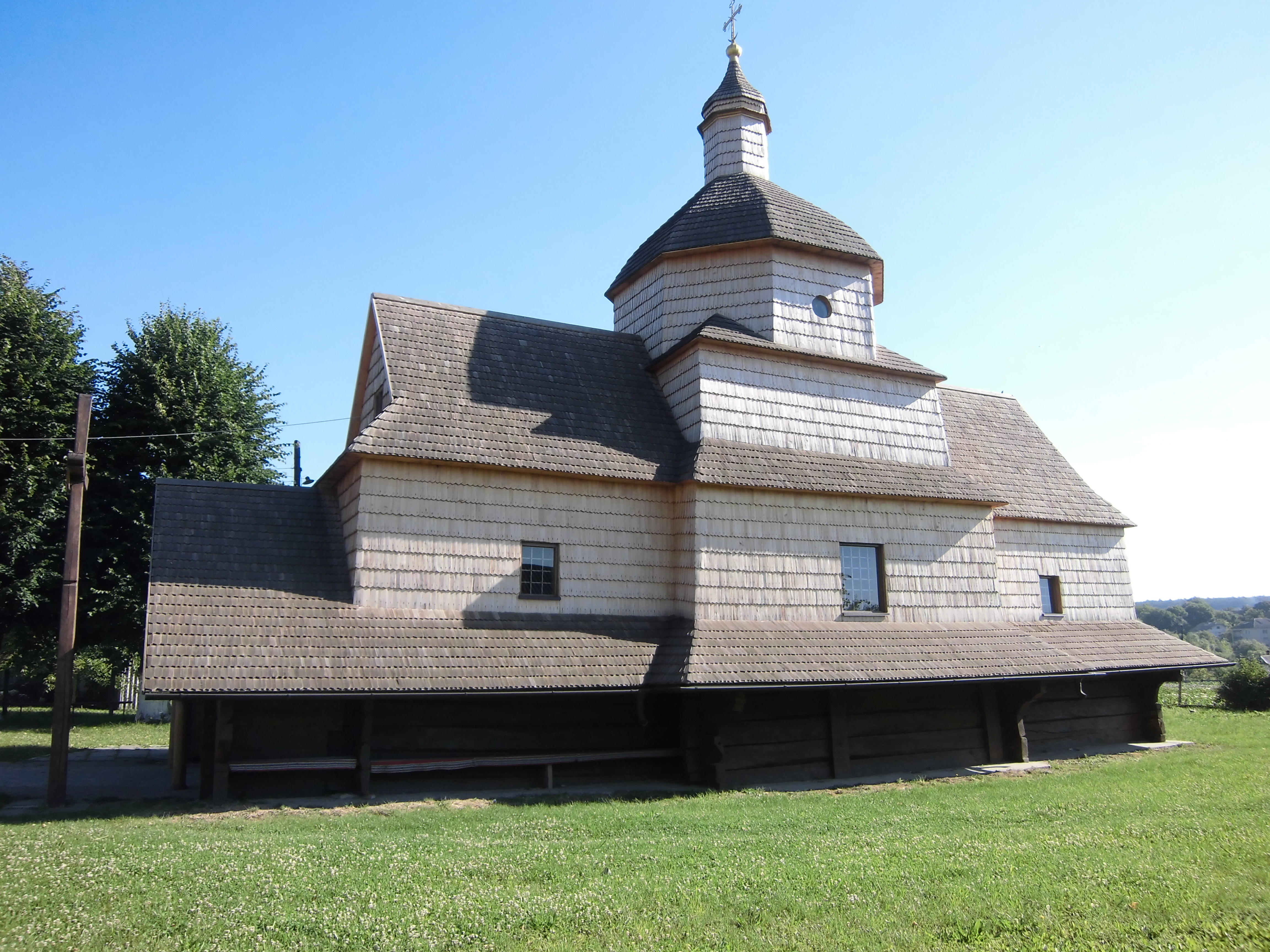
Kirche im Ort

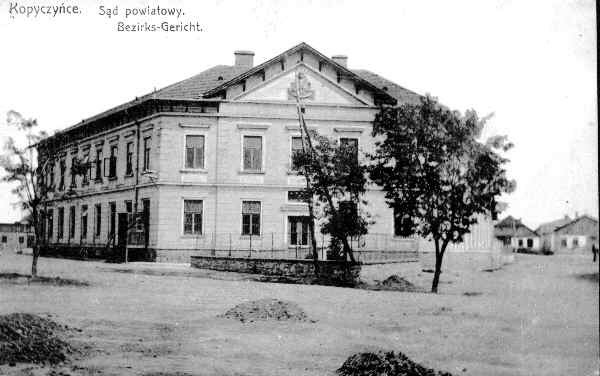
Bezirksgericht der Stadt um 1900

Kopytschynzi (ukrainisch Копичинці; russisch Копычинцы Kopytschinzy, polnisch Kopyczyńce oder älter Kopeczyńce) ist eine Stadt im Westen der Ukraine mit etwa 6900 Einwohnern. Die Stadt liegt am Ufer der Niltschawka, etwa 55 km südöstlich der Oblasthauptstadt Ternopil.

## Geschichte
Kopytschynzi wird 1349 als Ortschaft der Powiat von Terebowlja zum ersten Mal schriftlich erwähnt, im Jahr 1564 erhielt sie das Magdeburger Stadtrecht verliehen und gehörte bis 1772 in der Woiwodschaft Podolien zur Adelsrepublik Polen-Litauen. Mit den Teilungen Polens fiel die Stadt an das österreichische Galizien, musste aber zwischen 1809 und 1815 wie der gesamte Tarnopoler Kreis  an Russland abgetreten werden.
Der Ort kam nach dem Wiener Kongress zurück zum Kaisertum Österreich, von 1854 bis 1918 war er zunächst der Bezirkshauptmannschaft Kopyczyńce, ab 1867 wurde ein Bezirksgericht der Bezirks Husiatyn eingerichtet und es entwickelte sich in der Folgezeit eine jüdische Gemeinde, dieser Teil der Einwohnerschaft wurde im Zweiten Weltkrieg vollständig ermordet oder vertrieben.
Am 10. Mai 1884 wurde das damalige Kopyczyńce durch die Eröffnung der Bahnlinie Stanislau–Husiatyn (betrieben durch die Galizische Transversalbahn) an das Eisenbahnnetz angeschlossen, 1896 folgte die Strecke der Lokalbahn Tarnopol–Kopyczyńce (betrieben durch die Aktiengesellschaft der ostgalizischen Lokalbahnen) Anschluss an das Eisenbahnnetz.
Nach dem Zusammenbruch der Donaumonarchie am Ende des Ersten Weltkriegs im November 1918 war die Stadt kurzzeitig Teil der Westukrainischen Volksrepublik. Im Polnisch-Ukrainischen Krieg besetzte Polen im Juli 1919 auch die letzten Teile der Westukrainischen Volksrepublik und am 21. November 1919 sprach der Hohe Rat der Pariser Friedenskonferenz Ostgalizien, mitsamt Kopytschynzi, Polen zu, wo es Teil der Woiwodschaft Tarnopol wurde. Im Zweiten Weltkrieg kam die Stadt, nach der sowjetischen Besetzung Ostpolens, kurzzeitig an die Sowjetunion und wurde von 1941 bis 1944 von Deutschland besetzt. Zwischen 1942 und 1943 existierte in der Stadt ein Ghetto.
Nach dem Ende des Krieges wurde Kopytschynzi der Sowjetunion zugeschlagen und kam dort zur Ukrainischen SSR. Seit dem Zerfall der Sowjetunion 1991 ist Kopytschynzi Teil der unabhängigen Ukraine.

## Verwaltungsgliederung
Am 30. Juli 2018 wurde die Stadt zum Zentrum der neugegründeten Stadtgemeinde Kopytschynzi (Копичинецька міська громада Kopytschynezka miska hromada), zu dieser zählen auch noch die 8 in der untenstehenden Tabelle aufgelisteten Dörfer, bis dahin bildete sie die gleichnamige Stadtratsgemeinde Kopytschynzi (Копичинецька міська рада/Kopytschynezka miska rada) im Südwesten des Rajons Hussjatyn.
Am 12. Juni 2020 kamen noch die 3 Dörfer Jemeliwka, Kotiwka und Tekliwka zum Gemeindegebiet.
Seit dem 17. Juli 2020 ist sie ein Teil des Rajons Tschortkiw.
Folgende Orte sind neben dem Hauptort Kopytschynzi Teil der Gemeinde:
| Name                     | Name       | Name                    | Name                                 | Name |
| ukrainisch transkribiert | ukrainisch | russisch                | polnisch                             |      |
| ------------------------ | ---------- | ----------------------- | ------------------------------------ | ---- |
| Hadynkiwzi               | Гадинківці | Гадинковцы (Gadinkowzy) | Hadyńkowce                           |      |
| Jabluniw                 | Яблунів    | Яблонов (Jablonow)      | Jabłonów                             |      |
| Jemeliwka                | Ємелівка   | Емелевка (Jemelewka)    | Emilówka                             |      |
| Kotiwka                  | Котівка    | Котовка (Kotowka)       | Kotówka                              |      |
| Majdan                   | Майдан     | Майдан (Maidan)         | Majdan                               |      |
| Oryschkiwzi              | Оришківці  | Оришковцы (Orischkowzy) | Oryszkowce                           |      |
| Rudky                    | Рудки      | Рудки (Rudki)           | Folwark Suchostaw, Folwark na Rudzie |      |
| Suchostaw                | Сухостав   | Сухостав                | Suchostaw                            |      |
| Tekliwka                 | Теклівка   | Теклевка (Teklewka)     | Teklówka                             |      |
| Tudoriw                  | Тудорів    | Тудоров (Tudorow)       | Tudorów                              |      |
| Wyhoda                   | Вигода     | Выгода (Wygoda)         | Wygoda                               |      |

## Söhne und Töchter der Stadt
- Wassyl Iwantschuk (* 1969), Schachgroßmeister
- Pinchas Lawon (1904–1976), israelischer Politiker[7]
- Marjana Sawka (* 1973), Dichterin, Kinderbuchautorin, Literaturwissenschaftlerin und Publizistin